# Ischyrocerus brusilovi
Ischyrocerus brusilovi är en kräftdjursart som beskrevs av Gurjanova 1933. Ischyrocerus brusilovi ingår i släktet Ischyrocerus och familjen Ischyroceridae. Inga underarter finns listade i Catalogue of Life.